# Timor Wschodni
Timor Wschodni, Demokratyczna Republika Timoru Wschodniego (tetum Repúblika Demokrátika Timór-Leste, port. República Democrática de Timor-Leste) – państwo na wyspie Timor w Archipelagu Malajskim. Od zachodu graniczy z Indonezją. Do 1975 roku kolonia portugalska pod nazwą Timor Portugalski. W 1976 został anektowany przez Indonezję, która okupowała jego terytorium do 1999. Od 1999 do 2002 pod administracją Organizacji Narodów Zjednoczonych. Niepodległość uzyskał 20 maja 2002 r., stając się jednocześnie pierwszym suwerennym państwem powstałym w XXI w. Obok Filipin jest drugim krajem Azji Południowo-Wschodniej, w którym dominującym wyznaniem jest katolicyzm.
Terytorium państwa obejmuje głównie wschodnią część wyspy Timor, a także położoną bardziej na zachód eksklawę Oecusse o powierzchni 814 km² oraz dwie niewielkie wyspy Atauro i Jaco. Całkowita lądowa powierzchnia kraju wynosi 15 007 km².

## Etymologia
Według najczęściej podawanej etymologii człon „Timor” jest pokrewny z malajskim słowem timur, oznaczającym „wschód”. Człon ten wszedł do większości języków za sprawą nazwy kolonii Timor Portugalski. Druga część nazwy kraju w języku portugalskim brzmi „Leste”, co w tłumaczeniu na polski również oznacza „wschód”.
Oficjalna nazwa kraju w języku tetum brzmi Repúblika Demokrátika Timor-Leste, a po portugalsku – República Democrática de Timor-Leste.
Międzynarodowa Organizacja Normalizacyjna (ISO) za oficjalną skróconą formę w języku angielskim oraz każdym innym przyjmuje Timor-Leste (skróty: TLS & TL). Zasada ta została przyjęta m.in. przez Organizację Narodów Zjednoczonych i Unię Europejską.

## Historia

### Kolonia portugalska
Pierwszymi Europejczykami, którzy dotarli na wyspę Timor, byli Portugalczycy w 1515. Są oni również pierwszymi Europejczykami, którzy się na niej osiedlili w 1520. Holendrzy zajęli zachodnią część wyspy w 1614. Kolonia portugalska otrzymała nazwę Timor Portugalski, natomiast holenderska Holenderskie Indie Wschodnie. Portugalia i Holandia toczyły spór o przebieg granicy pomiędzy koloniami. Zakończył się on ostatecznie dopiero w 1914 r. wyrokiem Stałego Trybunału Arbitrażowego. Granica wyznaczona w 1914 nadal obowiązuje pomiędzy Timorem Wschodnim a Indonezją. Polityka kolonialna Portugalii wobec Timoru polegała na eksploatacji zasobów oraz niewielkiej liczbie inwestycji. Głównym towarem eksportowym było drzewo sandałowe oraz od połowy XIX w. kawa. Podczas drugiej wojny światowej mieszkańcy Timoru Wschodniego walczyli po stronie australijskiej w wojnie partyzanckiej przeciwko Japonii, która okupowała wyspę Timor od 20 lutego 1942 do 1945 Po rewolucji goździków Portugalczycy opuścili Timor Wschodni w 1975.

### Okupacja przez Indonezję
Gdy Portugalczycy dali prawo swoim koloniom do samostanowienia, wówczas jeszcze w Timorze Portugalskim istniały dwie główne frakcje. Pierwsza – Demokratyczna Unia Timoru (União Democrática Timorense, w skrócie UDT) – finansowo wspierana przez Indonezję opowiadała się za tym, aby utrzymać z nią bliskie związki oraz druga – opozycyjny Rewolucyjny Front Niepodległości Timoru (Frente Revolucionária de Timor-Leste Independente, w skrócie FRETILIN), dążący do całkowitej niepodległości. W wyniku różnic pomiędzy dalszą wizją kraju doszło do dwumiesięcznej wojny domowej, sprowokowanej przez fałszywe informacje rozpowszechniane przez Indonezję. Istniejąca jeszcze administracja portugalska nie potrafiła opanować sytuacji i wycofała się wraz z gubernatorem na wyspę Atauro. Wojnę domową wygrały oddziały FRETILINu, jednak nasilająca się agresja ze strony Indonezji nie pozwalała na uspokojenie nastrojów. Wezwania do powrotu portugalskiego gubernatora i dokończenia przez niego dekolonizacji nie przynosiły skutku (czekał on na instrukcje z Lizbony, gdzie jednak nie interesowano się już dawną kolonią). Ostatecznie FRETILIN samozwańczo ogłosił 28 listopada 1975 niepodległość Demokratycznej Republiki Timoru Wschodniego, licząc na wsparcie międzynarodowe. Nie została ona jednak uznana przez żadne państwo, nawet Portugalię.
Przebieg wydarzeń był na rękę Indonezji, która od dawna miała zamiar zajęcia dawnej portugalskiej kolonii. Posługując się hasłami o zagrożeniu komunistycznym ze strony FRETLIN zdobyła przychylność Stanów Zjednoczonych (które pół roku wcześniej przegrały wojnę w Wietnamie) oraz Australii, prowadzącej z Indonezją ożywioną wymianę handlową. Już jesienią wojska indonezyjskie zapuszczały się na stronę timorską, usiłując sprowokować Timorczyków – 16 października w miejscowości Balibo Indonezyjczycy rozstrzelali pięciu australijskich dziennikarzy, aby ci nie ujawnili poczynań indonezyjskiej armii. Mimo że USA i Australia doskonale wiedziały o ruchach Indonezji, nikt nie podjął międzynarodowej interwencji.
Nie było jej też 7 grudnia 1975, gdy kilkanaście godzin po wizycie Geralda Forda w Dżakarcie armia indonezyjska rozpoczęła inwazję na wyspę. Stolica Timoru padła tego samego dnia, pozostałe miasta do końca roku. Partyzanci z FRETILIN wycofali się w góry prowadząc wojnę partyzancką. Panowanie indonezyjskie zaznaczyło się całym pasmem zbrodni: na ulicach dochodziło do masowych egzekucji, również ludności cywilnej, wymordowano mniejszość chińską. Kiedy zginął kolejny australijski dziennikarz, szukający śladów zaginionych kolegów, Australia również nie wyraziła zainteresowania jego losem.
W 1976 roku Timor oficjalnie włączono do Indonezji jako prowincję. Prowadzona przez Dżakartę polityka wynaradawiania oznaczała m.in. przymusowe sterylizacje i odbieranie dzieci rdzennych Timorczyków. Dopiero pod koniec lat 90. XX wieku sytuacja zaczęła się zmieniać. W 1996 liderzy ruchu niepodległościowego biskup Dili Carlos Felipe Ximenes Belo oraz José Ramos-Horta zostali laureatami Pokojowej Nagrody Nobla. W wyniku podpisanego 5 maja 1999 porozumienia indonezyjsko-portugalskiego, 30 sierpnia 1999 odbyło się referendum niepodległościowe, w którym 78,5% mieszkańców opowiedziało się za niepodległością. Po ogłoszeniu wyników referendum wybuchły na wyspie pogromy zwolenników niepodległości wspierane przez wojsko indonezyjskie, którym kres położyła dopiero misja wojskowa ONZ – International Force for East Timor (INTERFET). 25 października 1999 Rada Bezpieczeństwa ONZ powołała United Nations Transitional Administration in East Timor (UNTAET). W wyniku zamieszek zginęło 2000 osób.
30 sierpnia 2001 odbyły się wybory do 88-osobowego Zgromadzenia Konstytucyjnego mającego przygotować przyszły ustrój państwa. W wyborach zwyciężył FRETILIN, zdobywając 55 miejsc w parlamencie. 20 września 2001 powołano rząd z premierem oraz ministrem gospodarki i rozwoju Mari al-Katiri (sekretarz generalny FRETILIN). Ministrem spraw zagranicznych został José Ramos-Horta. Zgromadzenie Konstytucyjne uchwaliło konstytucję Timoru Wschodniego 22 marca 2002 większością 72 głosów przy 14 przeciwnych. Oparta jest w zasadzie na konstytucji portugalskiej. Przewiduje przyznanie dużych uprawnień parlamentowi przy jednoczesnym ograniczeniu roli prezydenta do funkcji głównie ceremonialnych. Konstytucja zakłada świecki charakter państwa, gwarantuje obywatelom swobody demokratyczne i zawiera zasadę politycznej neutralności sił zbrojnych. 14 kwietnia 2002 przeprowadzono pierwsze wybory prezydenckie, w których brali udział: bohater ruchu niepodległościowego Xanana Gusmao i prezydent z 1975 roku – Francisco Xavier do Amaral. Większością ponad 82% głosów zwyciężył ten pierwszy. Amaral wystartował, według jego własnych słów, jedynie w celu dania ludziom możliwości wyboru. Kampania przebiegła niezwykle spokojnie i zwycięstwo Gusmao było od początku pewne. 20 maja o północy Timor Wschodni odzyskał pełną niepodległość. W ceremonii przekazania funkcji nowo wybranym władzom uczestniczyli m.in. były prezydent USA Bill Clinton, prezydent Indonezji Megawati Sukarnoputri, sekretarz generalny ONZ Kofi Annan, prezydent Portugalii Jorge Sampaio, premier Portugalii José Manuel Durão Barroso oraz były premier Portugalii António Guterres. W wyniku okupacji Timoru Wschodniego przez Indonezję w latach 1976–1999 zginęło ponad 100 tysięcy osób, według innych szacunków nawet 1/3 ludności. Nikt z władz Indonezji nie poniósł nigdy prawnych konsekwencji zbrodni poczynionych na Timorczykach.

### Niepodległy Timor Wschodni
Timor Wschodni jest członkiem ONZ od 27 września 2002. Od 20 maja 2002 do 20 maja 2005 w Timorze Wschodnim w celu zapewnienia bezpieczeństwa w nowo powstałym państwie stacjonowały siły ONZ (UNMISET). Wiosną 2006 doszło do buntu ok. 600 żołnierzy, gwałtownych zamieszek oraz podpaleń w stolicy kraju Dili, w wyniku których zginęło około 30 osób, a ponad 100 tysięcy było zmuszonych opuścić swoje domy. Od 25 sierpnia 2006 do kraju powróciły siły ONZ (UNMIT), które znajdowały się tam do 31 grudnia 2012. 11 lutego 2008 doszło do nieudanego zamachu stanu, podczas którego ówczesny prezydent Timoru Wschodniego José Ramos-Horta został postrzelony w plecy i klatkę piersiową.

## Geografia
Państwo położone jest na wyspie Timor w Azji Południowo-Wschodniej, która jest największą i najbardziej na wschód wysuniętą wyspą Archipelagu Małych Wysp Sundajskich. Na północ od górzystej wyspy znajdują się Cieśnina Ombai, Cieśnina Wetar oraz większy obszar wód Morze Banda, z kolei południowe wybrzeże oblewają wody Morza Timor, oddzielając je od Australii. Na zachodzie kraj graniczy z indonezyjską prowincją Małe Wyspy Sundajskie Wschodnie. Najwyższym szczytem Timoru Wschodniego jest Foho Tatamailau (zwany też Mont Ramelau) mierzący 2963 m n.p.m.
W państwie panuje klimat gorący i wilgotny, z wyraźnie widoczną porą suchą i deszczową. Temperatury w porze suchej, trwającej od maja do listopada wynoszą średnio 20–33 °C. Około końca października wilgotność wzrasta, wzmacniana przez chmury monsunowe. W porze deszczowej trwającej od grudnia do kwietnia średnie temperatury wynoszą 29–35 °C i towarzyszą im ulewne deszcze i powodzie.
Najdłuższą rzeką jest Laclo Północne, która liczy 80 kilometrów długości.
Stolicą, największym miastem i głównym portem jest Dili.

## Gospodarka
Timor Wschodni posiada gospodarkę wolnorynkową. W przeszłości eksportowano z niego głównie kawę, marmur oraz drewno sandałowe. Obecnie najwięcej przychodu czerpie z wydobycia ropy naftowej i gazu ziemnego znajdującego się w podmorskich złożach. Drugim w wielkości źródłem przynoszącym dochód jest eksport kawy, który generuje około 10 milionów dolarów. Głównym nabywcą kawy z Timoru Wschodniego jest Starbucks.
Pieniądze te nie są inwestowane na modernizację wsi, przez co blisko połowa rolnictwa jest przeznaczona na własne potrzeby, a połowa mieszkańców żyje w skrajnym ubóstwie.
W 2005 roku powstał fundusz „Timor-Leste Petroleum Fund” gromadzący zysk z ropy naftowej i gazu ziemnego, którego wartość od 2011 przekroczyła 8,7 miliarda dolarów. Pokrywa on prawie wszystkie wydatki władz Timoru Wschodniego, przez co Międzynarodowy Fundusz Walutowy określił Timor Wsch. jako państwo najbardziej zależne od wydobycia ropy naftowej na świecie.
Gospodarka jest uzależniona od wydatków państwowych oraz w mniejszym stopniu od pomocy z zagranicy. Rozwój sektora prywatnego został opóźniony z powodu braku kapitału, wykwalifikowanych pracowników, odpowiedniej infrastruktury oraz wadliwego systemu prawnego.
W spisie przeprowadzonym w 2010 roku 87,7% domów w miastach i jedynie 18,9% na wsi miało dostęp do elektryczności. W skali kraju daje to średnią 36,7%.
Sektor rolnictwa zatrudnia 80% osób aktywnych zawodowo. W 2009 r. 67 tys. gospodarstw domowych uprawiało kawę w dużej części słabej jakości. Obecnie (sierpień 2010) marże brutto wynoszą ok. 120 dolarów za hektar z wydatkami za dzień pracy 3,70$.
Timor Wschodni uplasował się na 169 w miejscu w klasyfikacji generalnej i na ostatnim w grupie państw z regionu Azji Wschodniej i Oceanii w rankingu Doing Business w 2013 stworzonym przez Bank Światowy. Kraj ten radził sobie szczególnie źle pod względem rejestracji nieruchomości, egzekwowania umów i niewypłacalnością. Zajął on w tych kategoriach ostatnie miejsce na świecie.
W czasie okupacji przez Indonezję, teren Timoru Wschodniego był trudno dostępnym i mało znanym regionem, jego infrastruktura turystyczna jest słabo rozwinięta. Kraj ten posiada bogatą, mało naruszoną przyrodę.

## Podział administracyjny

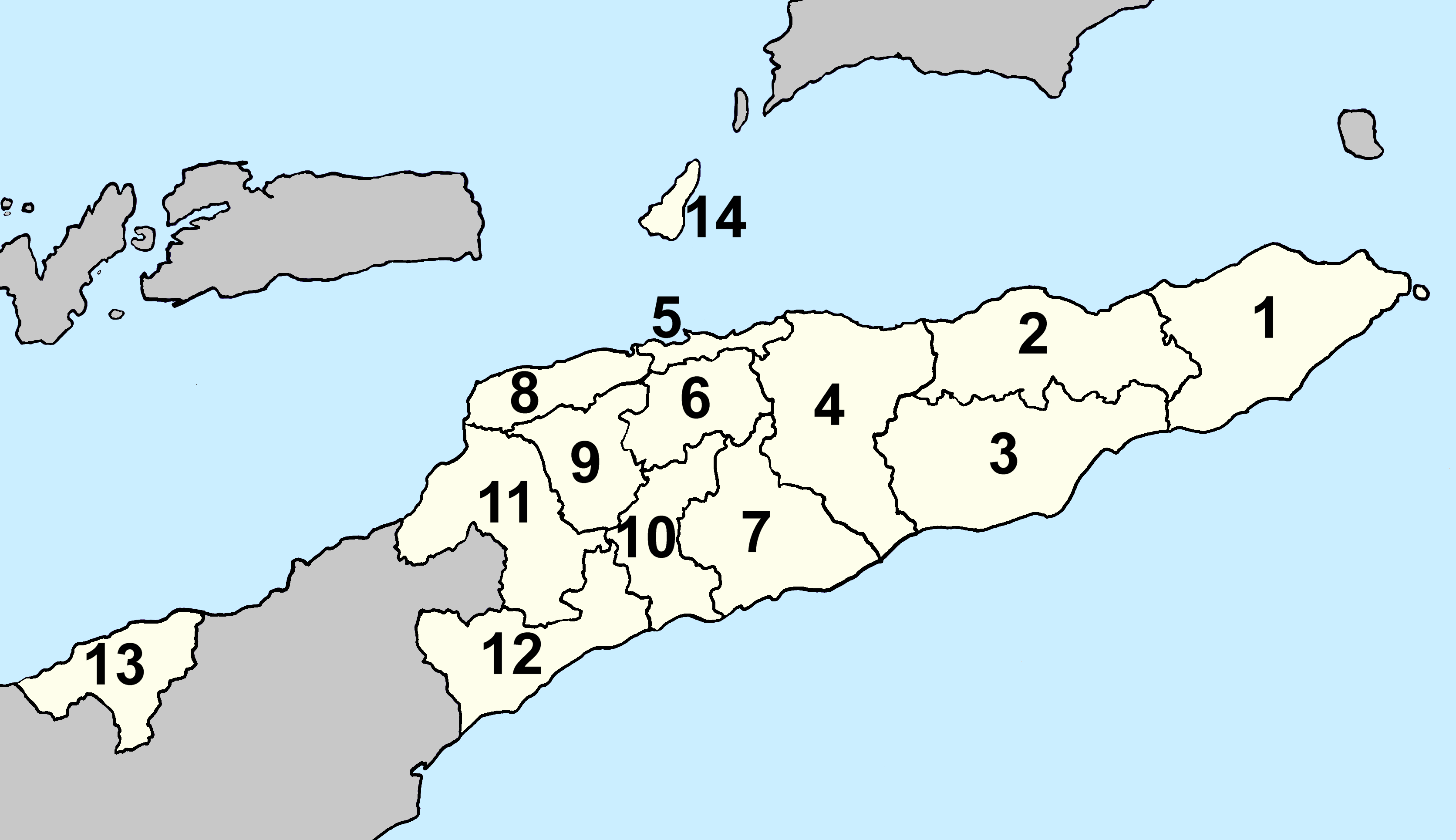
Podział administracyjny Timoru Wschodniego na dystrykty

Timor Wschodni podzielony jest na 14 dystryktów, w skład których wchodzi 66 poddystryktów, 452 wsie (sucos) oraz 2233 osad (aldeias).
Dystrykty Timoru Wschodniego:
1. Lautém
2. Baucau
3. Viqueque
4. Manatuto
5. Dili
6. Aileu
7. Manufahi
8. Liquiçá
9. Ermera
10. Ainaro
11. Bobonaro
12. Cova-Lima
13. Oecusse
14. Atauro

## Demografia

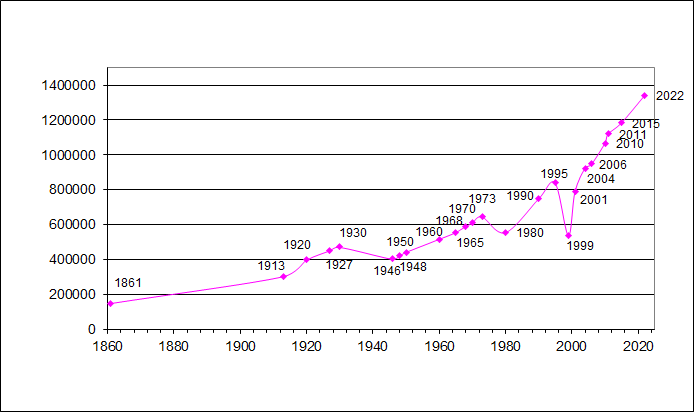
Populacja Timoru Wschodniego

Populacja Timoru Wschodniego w 2010 wynosiła 1 066 409 osób.

### Edukacja

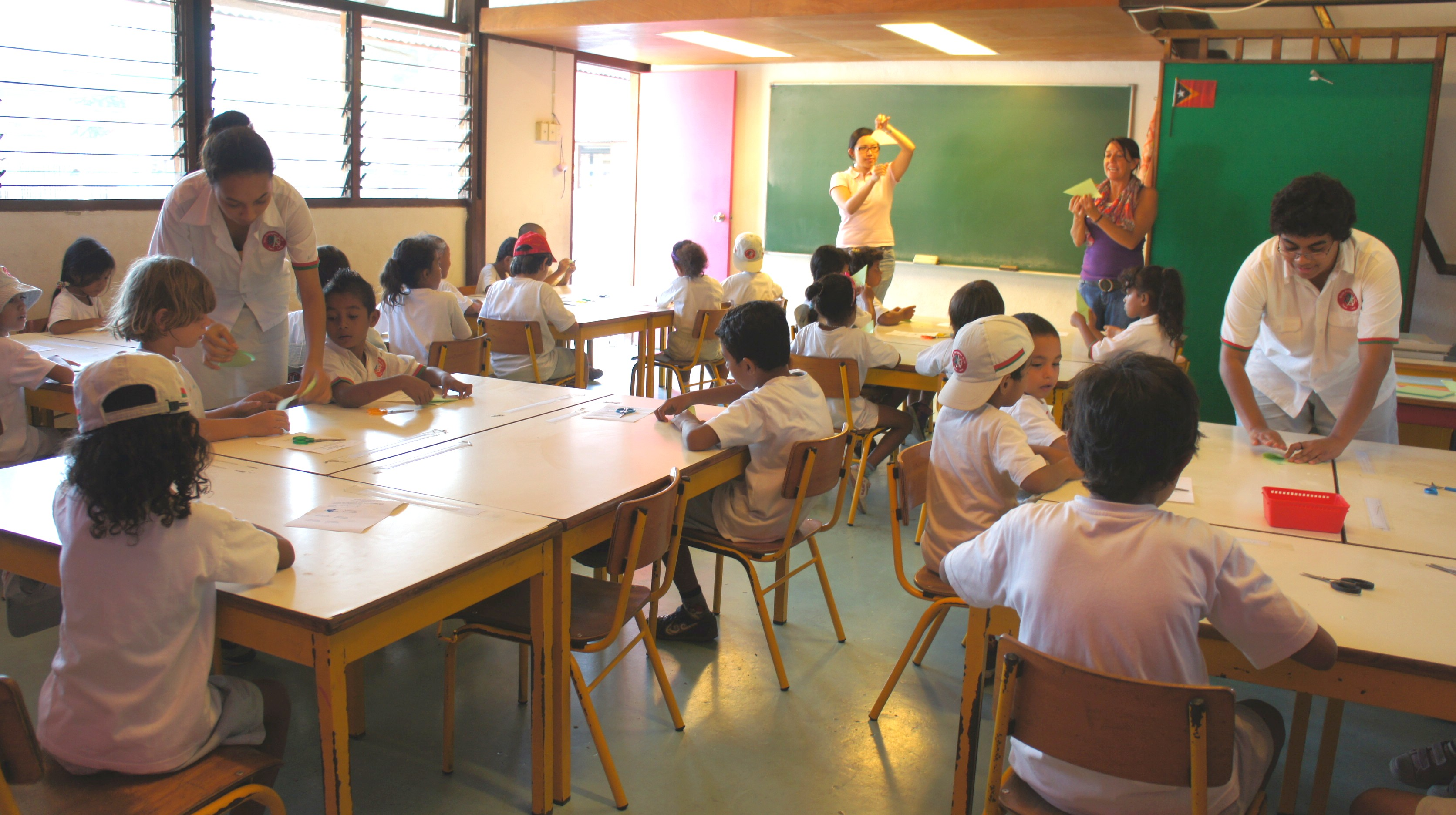
Szkoła w Dili

Procent obywateli potrafiących czytać i pisać w 2010 wynosił 58,3% w porównaniu z 37,6% w 2001 roku. Analfabetyzm jest wyższy wśród kobiet. Na końcu panowania portugalskiego był na poziomie 95%. W 2006 od 10 do 30% dzieci w wieku szkolnym nie chodziło do szkoły.
Narodowy Uniwersytet Timoru Wschodniego w Dili jest główną uczelnią w kraju. Oprócz niego istnieją cztery inne uczelnie wyższe.

### Zdrowie
Oczekiwana długość życia w chwili urodzenia w 2007 wynosi 60,7 lat. Współczynnik dzietności to sześć urodzeń na kobietę. Wydatki rządu na zdrowie to 150$ (PPP) w 2006. W Timorze Wschodnim wiele osób nie ma dostępu do czystej wody pitnej. W 1974 były zaledwie 2 szpitale i 14 ośrodków zdrowotnych. Do 1994 liczba ta wzrosła do 11 szpitali i 330 ośrodków zdrowotnych.
W 2010 wskaźnik śmiertelności matek na 100 tys. wynosił 370. W porównaniu z 928,8 w 2008 i 1,0163 w 1990.
Śmiertelność noworodków na 1000 urodzeń wynosi 27. Liczba położnych na 1000 urodzeń stanowi 8, a ryzyko zgonu kobiet w czasie trwania ciąży 1/44.
Wśród społeczeństwa Timoru Wsch. jest jeden z najwyższych wskaźników uzależnienia od papierosów na świecie – 33% populacji, w tym 61% mężczyzn pali codziennie.
Według Global Hunger Index 2013, Timor Wschodni ma wartość wskaźnika GHI na poziomie 29,6. Oznacza to, że kraj ma „alarmującą sytuację wyżywienia”. Jest to najgorszy wynik na całym kontynencie azjatyckim i czwarty od końca na świecie.
W 2007 nieurodzaj doprowadził do klęski głodu, w wyniku której zmarło kilka tysięcy osób. 11 poddystryktów potrzebowało pomocy żywnościowej ze strony organizacji międzynarodowych.

### Religia
Wyznawcy poszczególnych religii – według spisu powszechnego w 2010 roku:
- Katolicyzm: 96,9% Osobny artykuł: Podział administracyjny Kościoła katolickiego na Timorze Wschodnim.
- Protestantyzm: 2,2% (zielonoświątkowcy, adwentyści)
- Islam: 0,34%
- Animizm: 0,31%
- Buddyzm: 0,05%
- Hinduizm: 0,02%
- Świadkowie Jehowy: 0,02% Osobny artykuł: Świadkowie Jehowy w Timorze Wschodnim.